# ピーテル・ヤコブ・アドリアン・スロイス
ピーテル・ヤコブ・アドリアン・スロイス（Pieter Jacob Adrian Slüys、1833年8月15日 - 1913年2月17日）は、明治時代にお雇い外国人として来日したオランダの医師、医学者である。

## 経歴・人物
シュテンベルゲンの生まれ。ライデン大学卒業後、ユトレヒトに移住し同地の軍学校に入学し陸軍一等軍医となる。来日前の1869年にヨーロッパを訪問していた加賀藩の伍堂卓爾と親交を持ち医学校を雇うための日本政府の招聘条約調印に携わった。
これにより、1871年（明治4年）に来日する事が許可された。同年4月、金沢医学校（現在の金沢大学）にて解剖学や生理学、外科学、眼科学等多彩なオランダ医学に関する学問の教鞭を執った。またそれ以外にも薬学や生物学の教鞭も執り規則を定める等、医学における日蘭関係の向上に貢献した。門人には藤本純吉らがおり、著名な医学者を輩出した。1874年（明治9年）9月に任期満了となり帰国した。

## 著書
- 『斯魯斯氏講義動物学初篇』- 全2巻。現在は金沢市立図書館が所蔵。